# Amatenango de la Frontera
La città di Amatenango de la Frontera è a capo dell'omonimo comune di Amatenango de la Frontera, nello stato del Chiapas, Messico. Conta 697 abitanti secondo le stime del censimento del 2005 e le sue coordinate sono 15°26'N 92°06'W.

## Storia
La città di Amatenango de la Frontera fu fondata nel XVII secolo con il nome di Amatenango, provincia del Guatemala; il 19 luglio del 1884, in seguito al trattato di confine tra il Messico e il Guatemala (27 settembre 1882), la città di Santiago Amatenango entra a far parte del dipartimento di Soconusco (Chiapas). Il 15 gennaio 1892, durante il governo di Emilio Rebasa, il comune entra pienamente sotto la giurisdizione del dipartimento e le viene dato il nome attuale di Amatenango de la Frontera per differenziarla dalla città di Francisco Amatenango.

Dal 1983, in seguito alla divisione del Sistema de Planeación, è ubicata nella regione economica VII: Sierra.